# Relazioni bilaterali tra Italia e Filippine
Le relazioni bilaterali tra Italia e Filippine sono le relazioni interstatali e bilaterali tra Italia e Filippine. Le relazioni bilaterali furono stabilite il 9 luglio 1947.
La Rivoluzione del Rosario nel 1986 segnò l'inizio dell'espansione delle relazioni bilaterali tra i due paesi. L'Italia è stata la prima nazione a riconoscere la presidenza di Corazon Aquino nelle Filippine.
L'Italia e le Filippine hanno firmato diversi accordi, tra cui cooperazione scientifica e tecnica, servizi aerei, fiscalità, investimenti, cooperazione allo sviluppo, cultura, sicurezza sociale, piccole e medie imprese, trasporti e comunicazioni e difesa. Le Filippine hanno accolto con favore un'enorme missione imprenditoriale italiana. La Confederazione delle industrie italiane, la più grande associazione italiana di aziende manifatturiere e di servizi. La delegazione aveva anche programmi settoriali paralleli su commercio, infrastrutture ed energia. Sono stati inoltre organizzati incontri di commercio interaziendale tra aziende italiane e filippine. Nel dicembre 2015, durante la visita del presidente filippino Benigno Aquino III a Roma è stato siglato un accordo bilaterale sul trasporto aereo per consentire l'espansione dei legami commerciali e turistici.

## Filippini in Italia
I filippini formano la quarta più grande comunità di migranti in Italia, dopo le comunità rumene, albanesi e nordafricane. L'Italia è anche la principale destinazione migratoria europea per i filippini. Roma, la capitale, ospita la più grande comunità filippina del paese. Circa 108.000 filippini risiedono legalmente in Italia come lavoratori temporanei o residenti permanenti e le stime sul numero di filippini clandestini variano da 20.000 a 80.000. Nel 2008, l'ISTAT (Istituto Nazionale di Statistica), l'ufficio statistico italiano, ha riferito che c'erano 113.686 filippini documentati che vivevano in Italia, mentre il numero era 105.675 l'anno prima. Il 63% dei filippini in Italia sono donne e lavorano principalmente come assistenti domestiche. Il Dipartimento filippino del lavoro e dell'occupazione (DOLE) afferma che l'Italia ammette ora circa 5000 lavoratori non stagionali/regolari, rispetto ai 3000 del 2007. Il DOLE ha affermato che il cambiamento è stato "un segno di apprezzamento per la buona cooperazione bilaterale con le Filippine sulle questioni migratorie". Ci sono circa 60 organizzazioni filippine in Italia, la maggior parte delle quali basate sulla chiesa, anche se ci sono anche diversi gruppi culturali e civili. Uno di questi gruppi è il Consiglio delle donne filippine con l'obiettivo di educare le donne filippine migranti sui loro diritti e fare pressioni per loro conto. Nel 2007, l'Italia ha dato ai filippini con patente di guida filippina una patente di guida italiana in omaggio.